# Bäckcinklod
Bäckcinklod (Cinclodes olrogi) är en fågel i familjen ugnfåglar inom ordningen tättingar.

## Utbredning och systematik
Fågeln förekommer i Anderna i norra centrala Argentina (västra Córdoba och nordöstra San Luis). Den behandlas som monotypisk, det vill säga att den inte delas in i några underarter.

## Status
IUCN kategoriserar arten som livskraftig.